# Phlugis irregularis
Phlugis irregularis är en insektsart som beskrevs av Bruner, L. 1915. Phlugis irregularis ingår i släktet Phlugis och familjen vårtbitare. Inga underarter finns listade i Catalogue of Life.